# NK (cantante)
NK, pseudonimo di Anastasija Oleksiïvna Kamens'kych (in ucraino Анастасія Олексіївна Каменських?; Kiev, 4 maggio 1987), è una cantante, attrice e conduttrice televisiva ucraina.
È giudice e mentore del talent show The X Factor in Ucraina, autrice di un blog e fondatrice del marchio di abbigliamento sportivo NKsport.

## Biografia
Anastasia Alekseevna Kamenskih, nasce a Kiev il 4 maggio 1987 ma è cresciuta a Napoli, in Italia.
La madre, Lidiya Petrivna Kamens’kich (nata l’11 maggio 1955), è cantante del coro nazionale academico popolare G.Ver’ovki. Il padre, Oleksiy Yosifovich Zhmur, nato il 16 maggio 1939, era un capitano della nazionale di pallavolo “Dinamo” e anche il direttore del coro G.Ver’ovki. La madrina è la cantante Alla Kudlay.

## Carriera musicale
Nel 2004 vince il gran-prix del festival Chernomorskie Igry (in italiano Giochi del Mar Nero) nel 2005 vince a Londra il Premio UBN Awards.
Dal 2006 al 2017 fa parte del duetto “Potap e Nastya”, il quale le porta la fama, numerosi riconoscimenti e premi.
Nel 2007 a Soči, al concorso di “Cinque stelle” il duetto Potap e Nastya diventa il vincitore assoluto.
Dal 2017 comincia la carriera solista con lo pseudonimo NK. Presto segue l’uscita del primo clip singolo "#ЭтоМояНочь" (questa è la mia notte), nello stesso anno , NK pubblica il suo album natalizio e lo show televisivo "Xmas with NK" nel quale sono state raccolte le più famose canzoni natalizie e brani di propria composizione in 4 lingue: russo, ucraino, inglese e italiano.
In seguito, ogni canzone della cantante ha raccolto milioni di visualizzazioni su youtube.
Nel marzo del 2018 si pubblica la canzone “Дай Мне" (Dammi) in seguito esce la propria composizione "Тримай" (Tieni). Il brano diventa il top delle classifiche nazionali. Nel settembre del 2018, viene presentata in esclusiva la canzone Tieni in Rai radio d’Italia.
Inoltre nel settembre del 2018 è uscito il realise del brano “Peligroso”, cantato in spagnolo e in inglese. La composizione è stata scritta in collaborazione con il plurivincitore del premio Latin Grammy Ioel Enriquez (compositore), Chris Chill (compositore) Aleksey Potapenko (compositore).
Il producer è stato Ali Alvares da Magnus Media, - le compagnie media di Marc Anthony. La canzone è stata trasmessa nelle radio e teletramissioni più popolari in america latina: Despierta america sul telecanale Univision, Total Acceso e Titulares y Màs sul telecanale Telemundo, Buenas Dias Familia su EstrellaTV, Centro sul telecanale CBS e anche in onda del telecanale HOLA TV e altri. Anche, nell’ambito del promo tour Peligroso, NK ha visitato la 19-sima cerimonia della nominazione del Latin Grammy awards. Il 21 novembre la canzone NK Peligroso è entrata nel top chart delle migliori 25 canzoni tropiche del mondo, secondo le edizioni di Billboard, in categoria musica latina, dove la composizione non cede il suo posto ormai da sei settimane.
Il 29 marzo del 2019, cantante Regaeton puertoricano De La Ghetto in collaborazione a NK presenta il remix ufficiale di Peligroso. Il video ha raccolto più di un milione di visualizzazioni in un solo giorno.
Il 12 ottobre NK presenta il singolo “No Komments” con il clip della canzone LOMALA. L’album è composto da 10 composizioni in 3 lingue: russo, ucraino e inglese.
Nel dicembre del 2018 NK è stata nominata su M1 Music Awards in 5 nominazioni, così diventando l’artista più nominata dell’anno. Ha ottenuto la vittoria nella categoria cantante dell’anno e il clip dell’anno, con “questa è la mia notte”. Inoltre, nel dicembre del 2018 è stata premiata con il premio della miglior cantante internazionale secondo la versione di TRK Ucraina.
Presto per la canzone “Popa kak u Kim” dell’album “No Komments” è stato realizzato il videoclip, che ad un colpo è diventato contagioso, raccogliendo su youtube più di due milioni di visualizzazioni al giorno, salendo in testa alla lista dei video più visti nel primo giorno. Il videoclip è anche particolare dal fatto, che è il primo lavoro tra tutti i compositori pop, che si rivolge direttamente al progetto comico, amato dagli ucraini, “chotkiy paza”. Nel febbraio del 2019 NK compare sulla copertina del Cosmopolitan.
Il single successivo dell'artista è arrivato il 25 aprile 2019. Si tratta di una canzone attesa da tempo, in ucraino "Оbitsjaju", ovvero "Lo prometto", insieme al video ufficiale.
L'8 luglio 2019 NK inaugura un grande spettacolo per Maluma a Kiev (Palazzo dello Sport) nella sede più grande in Ucraina.

## Carriera in televisione
Nel 2007 ha partecipato alla versione ucraina di Strictly Come Dancing (in Italia Ballando con le stelle), sul canale 1+1. Nel 2008 ha partecipato allo show televisivo “Due stelle” su Pervyj kanal in Russia. Nel 2010 ha partecipato allo show “Stella più stella” sul canale 1+1 in Ucraina; nello stesso anno è stata conduttrice del programma «Guten Morgen» sul canale musicale M1 in Ucraina. Dal 2016 è conduttrice del programma comico “Fai ridere il buffo” per bambini, sul canale 1+1, Ucraina
Dal 2017 è il giudice e mentore dello show vocale “The X Factor” sul canale STB. Alla cantante di un’esperienza inestimabile è stato affidato un compito importante – individuare i talenti e orientarli nella giusta direzione di sviluppo artistico. Nel 2018 il gruppo ZBSband, con il mentore NK, ottiene la vittoria nella 9 stagione dello show ed è stato il primo gruppo a conquistare il primo posto nell’ambito di X – Factor Ucraina.
Nel 2017 esce il film e l’album musicale “Xmas with NK” nel quale sono state raccolte le più famose canzoni natalizie e brani di propria composizione in 4 lingue: italiano, russo, ucraino e inglese.

## Videoblog su YouTube
20 maggio 2015 nasce il canale NKblog

## Propria linea di abbigliamento
Nel 2017 Nastia Kamenskih avvia la propria linea di abbigliamento sportivo “NKsport”, in collaborazione con lo shopping – club modnaKasta. Nella prima collezione sono entrati 17 modelli tra cui magliette, tute sportive, leggins e pantaloncini.

## Beneficenza
Dal 2017 è membro di Charity Weekend, i fondi raccolti sono indirizzati all’istituto di traumatologia e ortopedia NAMN (НАМН) in Ucraina.
Dal 2017 NK collabora con il fondo di benefecenza “Zhiznieliub” “(Жизнелюб)”

## Discografia

### Album in studio

#### NK
- 2017 – Xmas with NK
- 2018 – No Komments

### Singoli

#### NK
- 2005 — "Kakaya raznitsa"
- 2016 — "Abnimos/Dosvidos" (feat. Nadija Dorofjejeva)
- 2017 — "#etomoyanoch" (#thatsmytypeofnight)
- 2018 — "Day mne"
- 2018 — "Trymay"
- 2018 - "LOMALA"
- 2018 - "Peligroso"

#### Potap & Nastya
- 2006 — "Bez lyubvi"
- 2007 — "Ne para"
- 2007 — "Vnature"
- 2007 — "Krepkie oreshki"
- 2008 — "Razgulyai"
- 2008 — "Na rayone"
- 2008 — "Pochemu"
- 2009 — "Ne lyubi mne mozgi"
- 2010 — "Novyi god"
- 2010 — "Cry me a river"
- 2010 — "Leto"
- 2010 — "Chipsy, chiksy, lavandos (Selo)"
- 2010 — "Ty vlip Phillip"
- 2011 — "Vykrutasy"
- 2011 — "Chumachechaya Vesna"
- 2011 — "My otmenyaem K.S"
- 2011 — "Esli vdrug"
- 2012 — "Prilileto"
- 2012 — "Uleleto"
- 2013 — "RuRuRu"
- 2013 — "Vmeste"
- 2013 — "Vsio puchkom"
- 2014 — "Udi Udi"
- 2015 — "Bumdigigibye"
- 2015 — "Stil' sobachki" (feat. Bianka)
- 2016 — "Umamy"
- 2016 — "Zolotye kity"
- 2017 — "Ya...(ya)dovitaya"

## Riconoscimenti
| 2017 | La via delle stelle (TRK Ucraina)  | Newmaker dell’anno 2017        | Vittoria |
| 2017 | Piattaforma musicale (TRK Ucraina) | Miglior canzone natalizia 2017 | Vittoria |
| 2017 | MEDIA SIESTA                       | Newsmaker dell’anno 2018       | Vittoria |
| 2017 | Il premio musicale M1, 4 Stagioni  | Video d’inverno 2018           | Vittoria |
| 2018 | Il premio musicale M1, 4 Stagioni  | Cantante di primavera 2018     | Vittoria |
| 2018 | Cosmopolitan Awards                | Cantante dell’anno 2018        | Vittoria |
| 2018 | Il premio musicale M1, 4 Stagioni  | Cantante dell’anno 2018        | Vittoria |
| 2018 | Il premio musicale M1, 4 Stagioni  | Clip dell’anno 2018            | Vittoria |
| 2018 | La via delle stelle (TRK Ucraina)  | International Star 2018        | Vittoria |